# Săcuța
Săcuța – wieś w Rumunii, w okręgu Suczawa, w gminie Boroaia. W 2011 roku liczyła 693 mieszkańców.